# Salmo trutta
La trota (Salmo trutta) è un pesce di acqua dolce e marina appartenente alla famiglia dei Salmonidi dell'ordine dei Salmoniformes.

## Distribuzione e habitat
Questa specie è presente naturalmente con varie sottospecie e specie vicarianti, la cui tassonomia è poco chiara, nell'intera Europa, comprese le isole mediterranee e l'Islanda, oltre che in Africa settentrionale (Marocco, Algeria e Tunisia), in Asia minore e nell'Asia centrale. È stata introdotta in tutto il mondo: in America del Nord nel 1883, nel Quebec nel 1890,in America meridionale, in Giappone, in Australia, in Sudafrica, e persino nelle Isole Kerguelen (Territori francesi meridionali) e in altre isole antartiche. La specie, quando introdotta, causa spesso danni estremamente gravi sull'ittiofauna autoctona (tanto che è stata inserita nell'elenco delle 100 tra le specie invasive più dannose al mondo).
La trota di mare (con varie sottospecie e varietà) vive nel mar Nero, nel mar Caspio e nell'Oceano Atlantico settentrionale a sud fino alla Spagna, è attualmente assente nel mar Mediterraneo anche se durante i periodi glaciali è attestata nei depositi fossili e alimentari. Ocassionalmente nell'Adriatico occasionalmente qualche trota atlantica immessa per la pesca sportiva arriva al mare, dove assume ben presto la colorazione della vera trota di mare.
È una specie molto adattabile ed ecologicamente plastica che si può trovare sia in mare che nelle acque dolci, sia correnti (fiumi) che ferme (laghi). I principali limiti alla sua diffusione sono posti dall'ossigenazione dell'acqua, che deve essere abbondante, dalla sua temperatura, che sebbene possa essere anche molto bassa non deve salire oltre determinati valori, e dall'inquinamento, verso il quale la specie ha una tolleranza molto limitata. La sua diffusione in mare può avvenire solo in acque a salinità modesta. Il suo ambiente ideale sono i fiumi a corrente veloce, con acque fredde ed ossigenate ed abbondanti prede.

## Descrizione
Simile al salmone, rispetto al quale è assai più tozza, ed agli altri salmonidi, ha corpo fusiforme leggermente compresso ai lati, con occhi in genere di una colorazione dorata e fori rinari abbastanza ravvicinati, bocca grande (più piccola che nel salmone), pinna adiposa presente, pinne ventrali arretrate, pinna caudale a bordo diritto. Le pinne sono robuste. La dorsale ha 3-4 raggi semplici e 9-11 ramificati, l'anale ha 3 raggi semplici e 7-9 ramificati; negli esemplari giovani la caudale è biforcuta.
La livrea cambia molto a seconda dell'ambiente in cui il pesce vive. Gli esemplari marini (trota di mare) sono argentei con poche macchiette scure a forma di X, simili a salmoni, così come gli esemplari di lago (trota di lago). i pesci di fiumi e torrenti, soprattutto montani (varietà fario), hanno invece colorazione molto più vivace: il dorso va dal bruno al grigio argenteo, i fianchi sono grigio-giallastri, il ventre tende al bianco-giallo chiaro. Tipiche sono le chiazze rotonde nere sul dorso e soprattutto quelle rosso vivo (o brune) sui fianchi, disposte ordinatamente in senso orizzontale. Le pinne pettorali e ventrali sono giallastre, le altre tendenti al grigio.
La trota di mare e quella di lago raggiungono e superano il metro di lunghezza mentre una fario di 50 cm è già molto rara. Spesso si sente parlare di trota salmonata. Non si tratta di una sottospecie, ma solamente di trote il cui colore rosato della carne ricorda quello del salmone. Il colore dipende dalla dieta ricca di carotenoidi che, negli allevamenti, è spesso somministrata proprio per ottenere la colorazione rosata delle carni. La lunghezza media varia solitamente nei corsi d'acqua in cui vive. Nei piccoli rii montani non supera quasi mai i 30 cm di lunghezza e i 3 hg di peso, nei torrenti più grossi e nei fondovalle degli stessi e nei laghi, dove c'è più ricchezza di ittiofauna, alcuni esemplari possono raggiungere pesi ragguardevoli pari anche a 5–7 kg con lunghezza massima di 1 m.

## Alimentazione

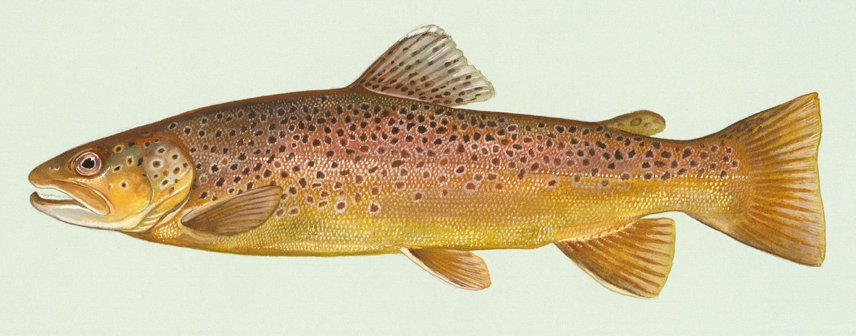
Esemplare della forma fario

La trota è un predatore voracissimo e si può dire che divori qualunque animale possa inghiottire, dagli insetti ai crostacei, ai pesci, anche trote più piccole, vermi, topi e rane. Nei torrenti vive solitamente sotto le cascate ed i piccoli salti con il muso rivolto verso la corrente in caccia di prede, soprattutto nei mesi invernali, mentre nei mesi estivi sta in fondo ai raschi dei corsi d'acqua per cibarsi di insetti che galleggiano sulla superficie.

## Riproduzione
Nelle forme d'acqua dolce avviene durante i mesi invernali in un ambiente con fondi ghiaiosi in cui viene scavata una buchetta dove avviene la deposizione. La trota di mare, che è anadroma, compie una migrazione simile a quella del salmone ma, in genere, più breve e più spesso sopravvive alla deposizione.

## Pesca
Si cattura con tutte le tecniche di pesca sportiva ed è in genere la più ambita preda dei pescatori di tutta Europa. La cattura di trote selvatiche non ha comunque nessun significato economico. Viene catturata soprattutto da pescatori sportivi con la tecnica della pesca al tocco, della pesca a mosca e della pesca a spinning. Le carni sono assai apprezzate, molto delicate e burrose, fra le migliori tra quelle dei pesci d'acqua dolce italiani. È una preda apprezzata, inoltre, per la sua sospettosità e scaltrezza, che richiedono un'attenzione massima sia nell'azione di pesca che nell'avvicinamento al luogo dove la pesca verrà effettuata.

Oltre alla pesca con gli artificiali (cucchiaino rotante e ondulante, pesciolino finto, ecc.) la trota fario si pesca con le esche naturali. La trota è un predatore, di conseguenza si cattura con le camole del miele, della farina, della tipula, con il verme di terra, il verme di acqua dolce e in particolar modo con il pesce morto o vivo di acqua dolce e anche di mare, che non deve superare i 5 cm di lunghezza in modo che possa essere innescato sull'amo più facilmente.

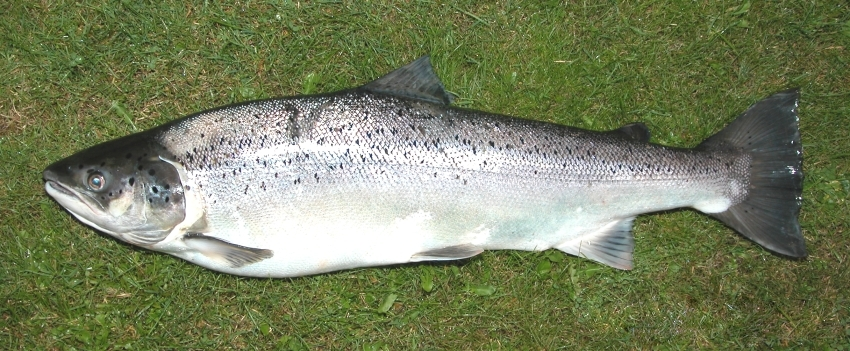
Trota di mare

## Tassonomia, sottospecie e specie affini

### Il quadro classico
La sistematica del gruppo Salmo trutta è ancora in fase di aggiornamento dato che per molti anni è stata riconosciuta solo la specie Salmo trutta con un certo numero di sottospecie. Alcune di tali sottospecie erano in realtà semplici ecotipi dovuti alla grandissima plasticità adattativa di questa specie, e non sono più considerate valide da molto tempo: Salmo trutta "lacustris", ovvero la trota lacustre; Salmo trutta "fario", ovvero la trota fario o di torrente, che si ritrova tipicamente nella parte superiore dei fiumi con acque limpide, ben ossigenate; Salmo trutta "trutta", ovvero la trota di mare, che ha un ciclo riproduttivo anadromo dal mare ai fiumi. Se ad una trota di mare (Salmo trutta "trutta") viene impedito il ritorno al mare si trasformerà in una trota di torrente (Salmo trutta "fario").
in altri, numerosi, casi, le sottospecie che erano state descritte sono state elevate al rango di specie valide.

### Le nuove specie
Di seguito un elenco delle nuove specie ipotizzate:
- Salmo ferox: endemica delle isole Britanniche
- Salmo nigripinnis: endemica dell'Irlanda
- Salmo stomachicus: endemica dell'Irlanda
- Salmo trutta: limitata ai tributari dei mari del nord e baltico e dell'Oceano Atlantico
- Salmo carpio: endemica del lago di Garda
- Salmo ghigii: endemica dell'Italia peninsulare e del Piemonte sud-occidentale, della Sardegna, della Sicilia, della Corsica e forse di altre zone mediterranee
- Salmo cettii: endemica della Sicilia meridionale
- Salmo fibreni: endemica del lago di Posta Fibreno
- Salmo marmoratus: endemica dell'Italia settentrionale e della Slovenia
- Salmo rhodanensis: endemica del fiume Rodano e dei suoi tributari
- Salmo farioides: presente nella regione balcanica occidentale
- Salmo macedonicus: endemica del bacino del fiume Vardar in Macedonia del Nord e Grecia
- Salmo montenegrinus: endemica dei bacini dei fiumi Neretva e Morača, in Bosnia ed Erzegovina e Montenegro
- Salmo obtusirostris: endemica delle acque di Croazia, Bosnia ed Erzegovina e Montenegro
- Salmo ohridanus: endemica del lago di Ocrida, molto affine alla specie precedente e nettamente distinta dalle altre specie di trote presenti nel lago
- Salmo pelagonicus: endemica delle acque di Macedonia del Nord e Grecia
- Salmo peristericus: endemica del lago di Prespa
- Salmo taleri: endemica di alcuni fiumi del Montenegro
- Salmo ciscaucasicus: presente nei fiumi Volga, Ural e Terek
- Salmo ezenami: endemica del lago Kazenoi-am, nel Daghestan
- Salmo labrax: endemica dei tributari del mar Nero, compreso il Danubio ed i suoi affluenti
- Salmo schiefermuelleri: endemica di alcuni laghi delle Alpi austriache; questa specie si considera attualmente estinta

Inoltre, abbiamo quattro specie endemiche del lago di Ocrida non ben definite la cui ripartizione non è nota, soprattutto per l'ibridazione tra i vari gruppi avvenuta in seguito ai ripopolamenti:
- Salmo aphelios
- Salmo balcanicus
- Salmo letnica
- Salmo lumi

Un'altra specie, non strettamente imparentata, Oncorhynchus mykiss, è conosciuta come trota iridea.

### Le ipotesi più recenti
Lo stato delle conoscenze attuali, basato su ricerche molecolari riguardanti sia il DNA nucleare che quello mitocondriale, prevede l'esistenza di alcune linee evolutive principali, separatesi da un antenato comune successivamente all'isolamento di Salmo ohridanus (il Carpione del lago di Ocrida) e Salmo obtusirostris (la trota illirica), che a seguito di un certo isolamento hanno successivamente subito contatti secondari durante le fasi glaciali del Pleistocene, durante le quali popolazioni di trote anadrome hanno potuto spostarsi attraverso lo stretto di Gibilterra e all'interno del Mediterraneo, determinando anche fenomeni di introgressione genetica e di discordanza tra il DNA mitocondriale e quello nucleare. Si individuano così una linea Atlantica, costituita da un clade di origine più recente ad ampia distribuzione (linea mitocondriale AT, corrispondente a Salmo trutta) e almeno due sottogruppi più antichi, uno differenziatosi nel fiume Douro (linea mitocondriale DU), e uno lungo le coste di Nord-Africa e Sicilia (linea mitocondriale NA, corrispondente a Salmo cettii e Salmo macrostigma); una linea Danubiana corrispondente a Salmo labrax (linea mitocondriale DA), con un sottogruppo mesopotamico (linea TI del Tigri e dell'Eufrate) e uno nel Mar Caspio; una linea Mediterranea a baricentro mediterraneo-occidentale e una Adriatica a baricentro mediterraneo-orientale (linee ME e AD corrispondenti a Salmo ghigii, Salmo rhodanensis e Salmo farioides); infine una linea Marmorata, molto antica rispetto alle precedenti, che corrisponde a Salmo marmoratus. In questo complesso mosaico evolutivo, l'adozione di fenotipi "fario" o "macrostigma", può avvenire anche all'interno di popolazioni della stessa linea evolutiva, mostrando come la livrea sia un carattere acquisito dovuto a processi di plasticità adattativa e non geneticamente determinato

## Caratteristiche nutrizionali
Quasi mai si trova in commercio la trota autoctona Salmo trutta in quanto molto più difficile da allevare della Trota Iridea, di origine americana.

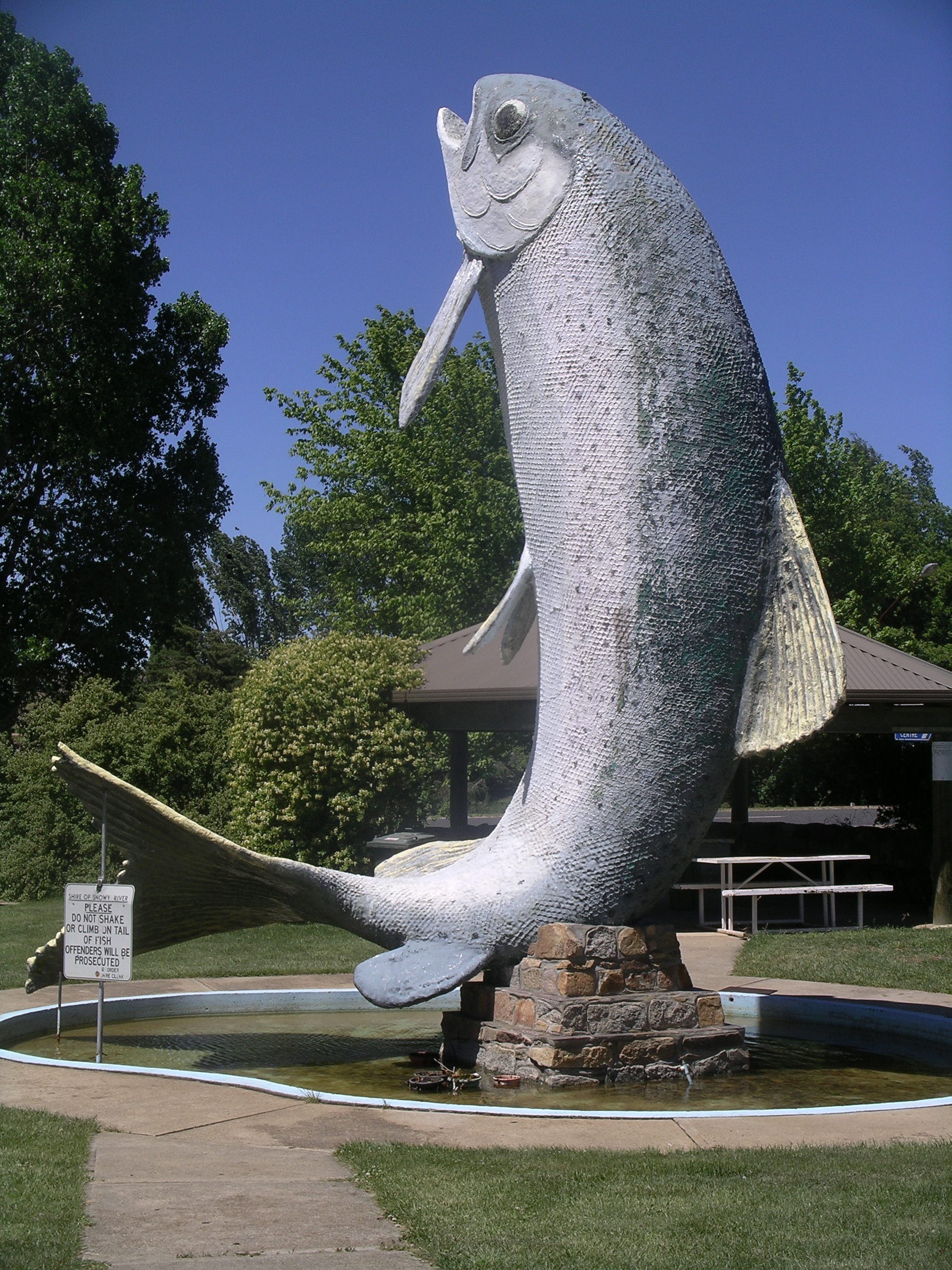
The Big Trout, Adaminaby, Snowy Mountains, Australia.

Alcuni dati nutrizionali:
- Carboidrati: 0;
- Proteine: 14,7;
- Grassi: 3;
- Acqua: 80,5;
- Calorie: 86.
- Parte edibile: 55;
- Calorie al lordo: 47k.

(per 100 g)

## Curiosità
- In un parco di Adaminaby, nel Nuovo Galles del Sud (Australia), esiste una scultura di 10 metri di altezza denominata The Big Trout ("La grande trota").

## Galleria d'immagini

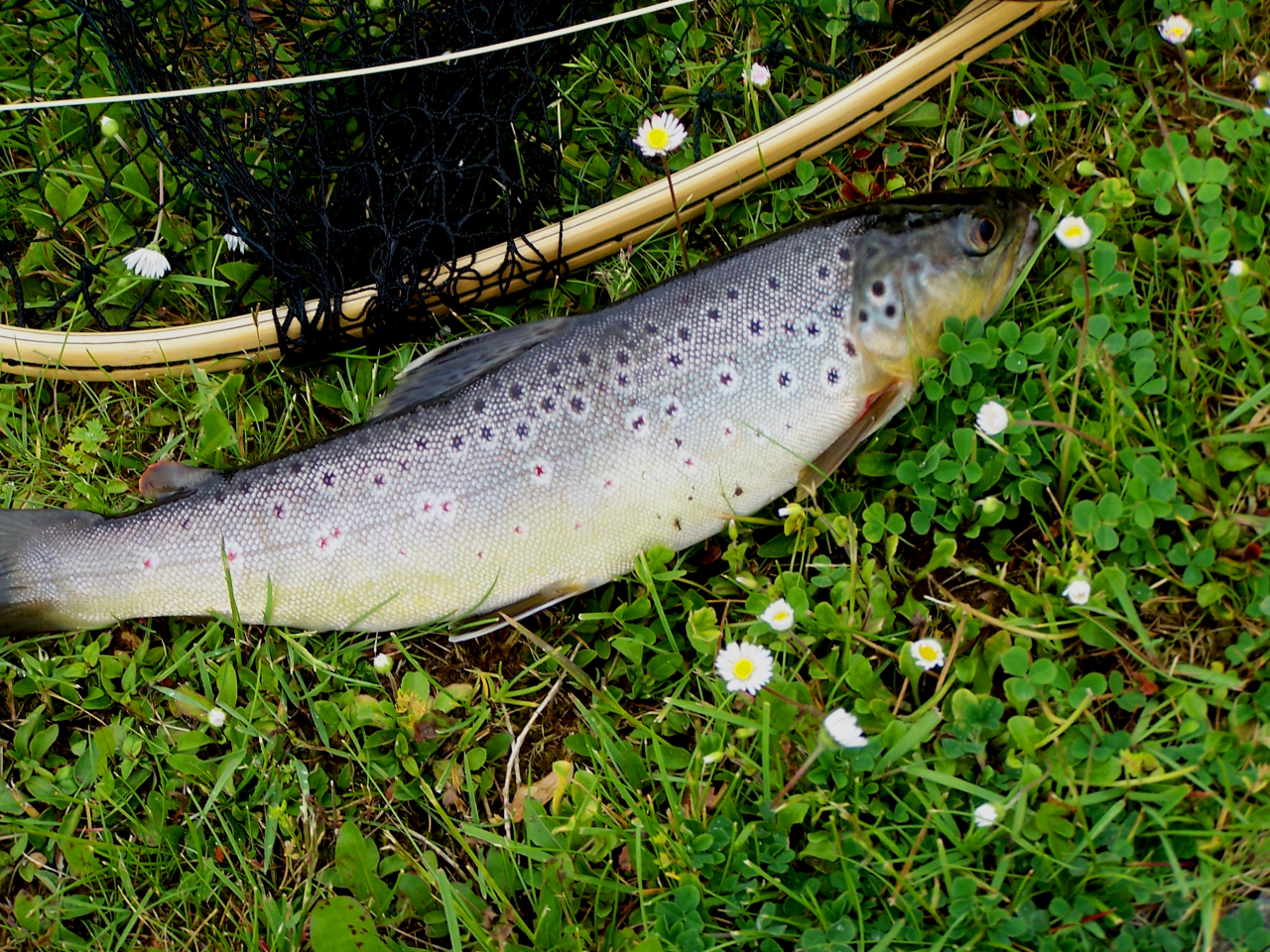
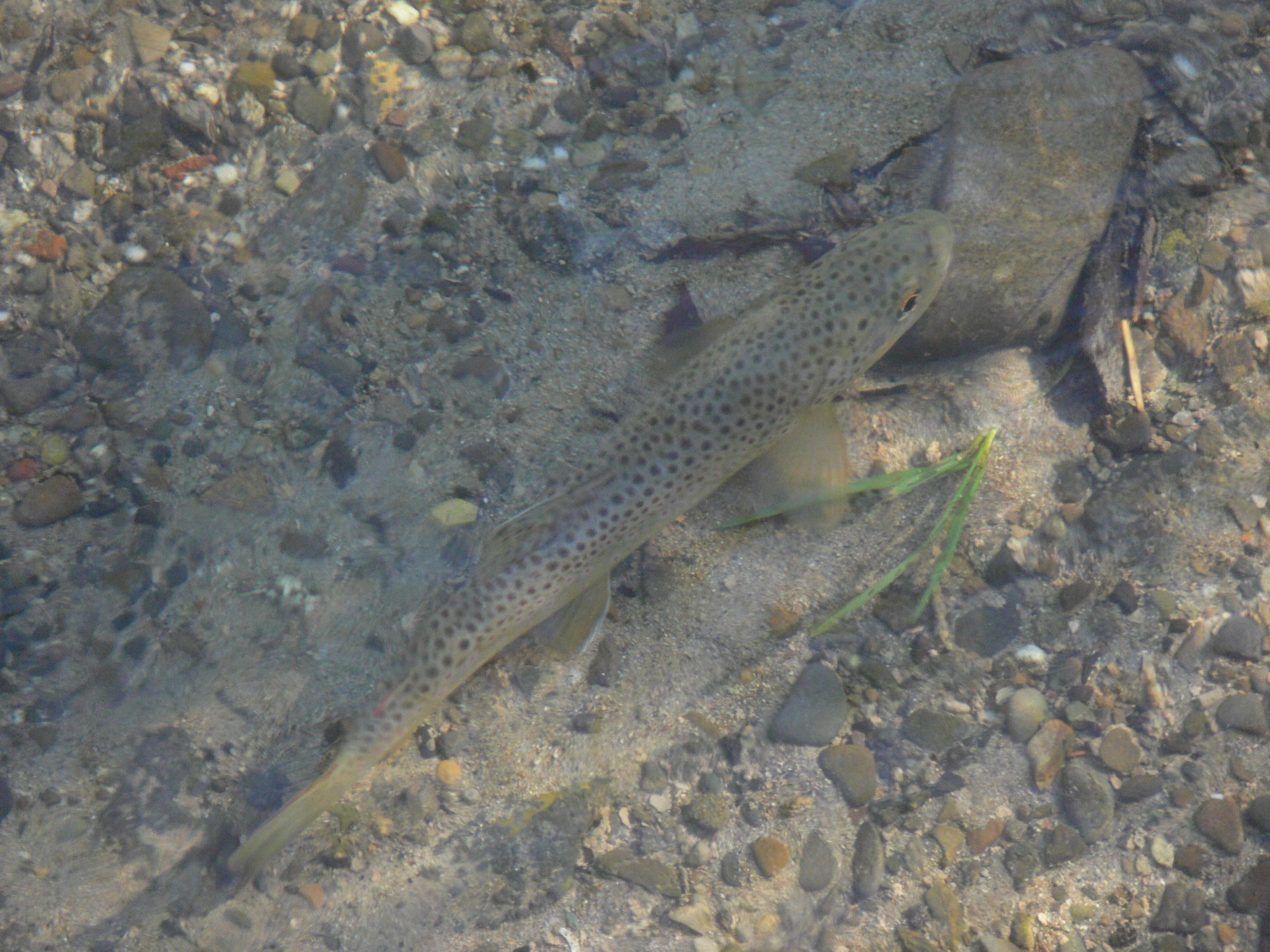
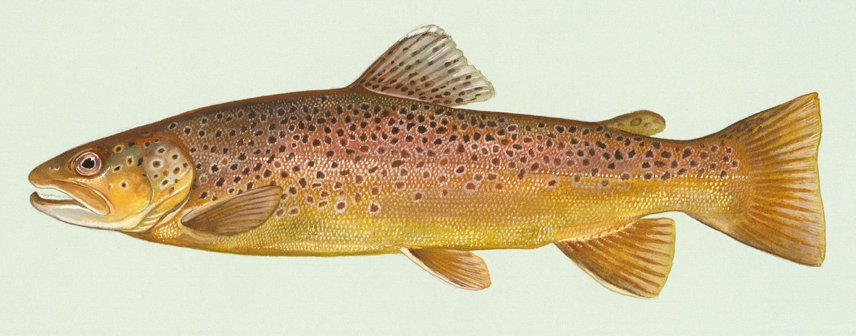
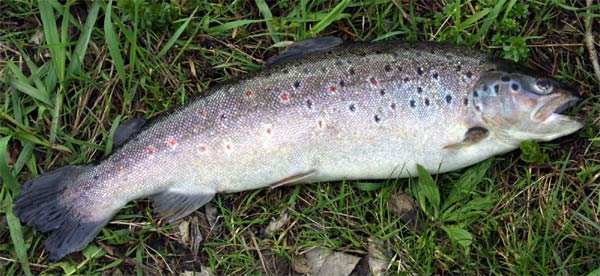
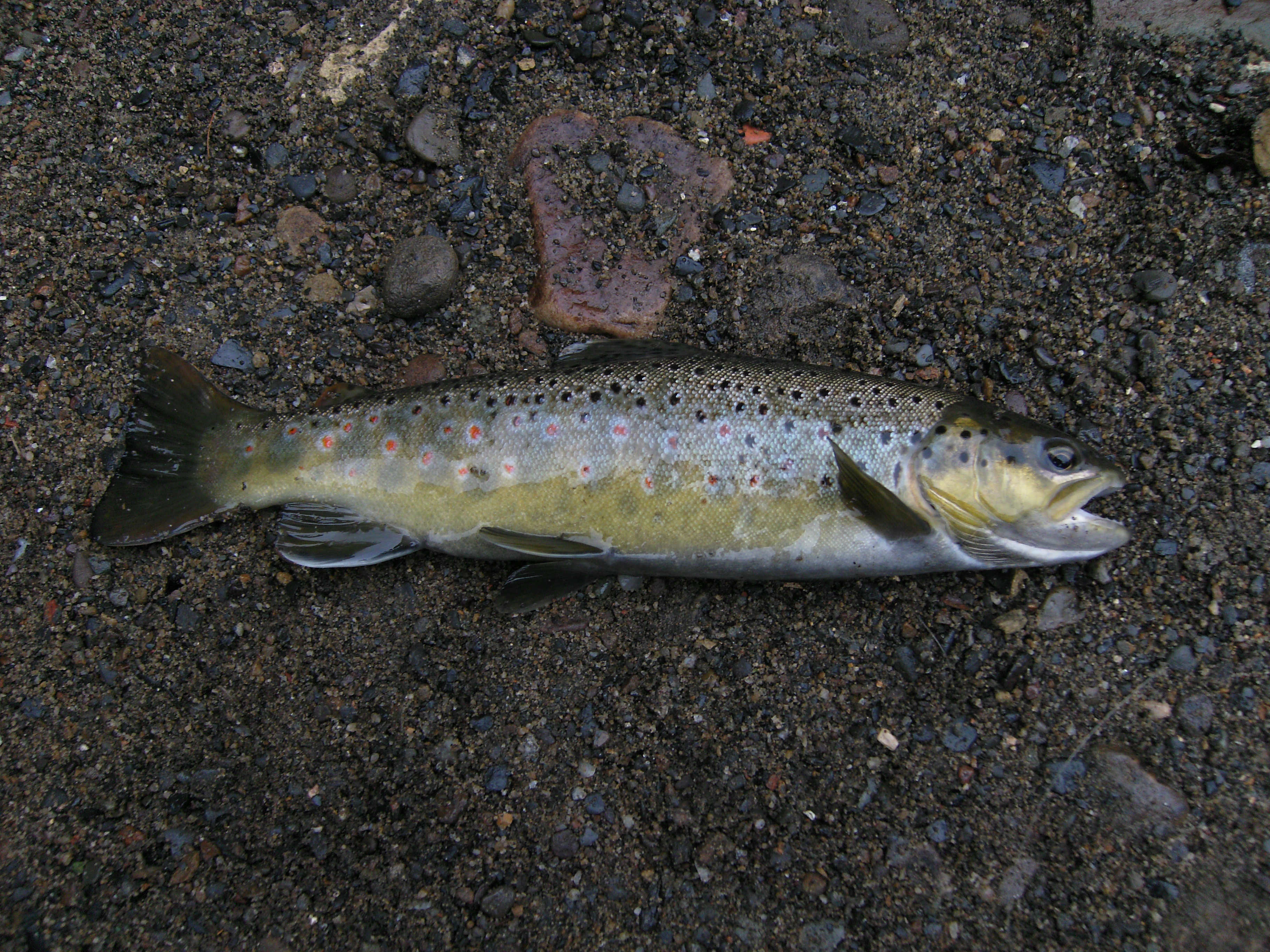
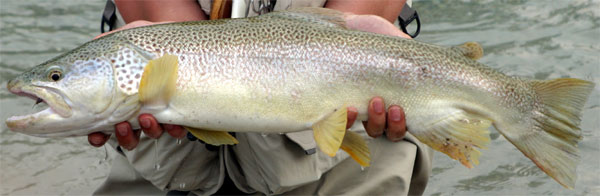
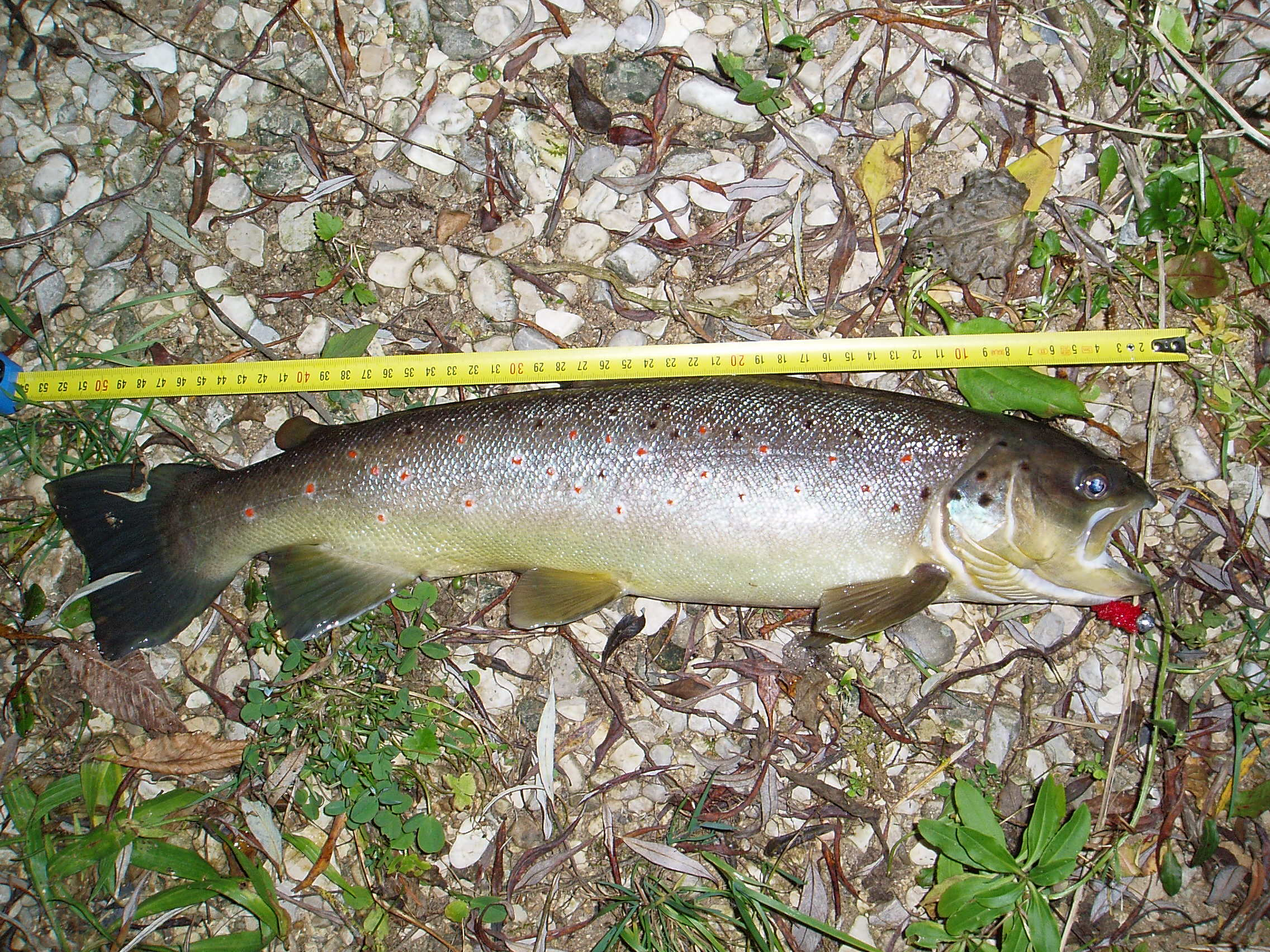
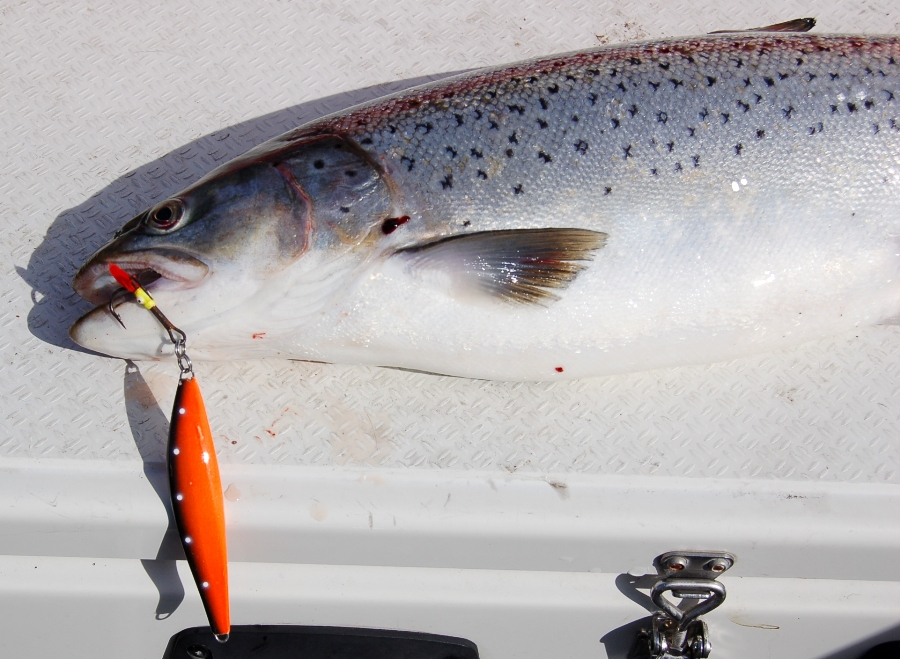
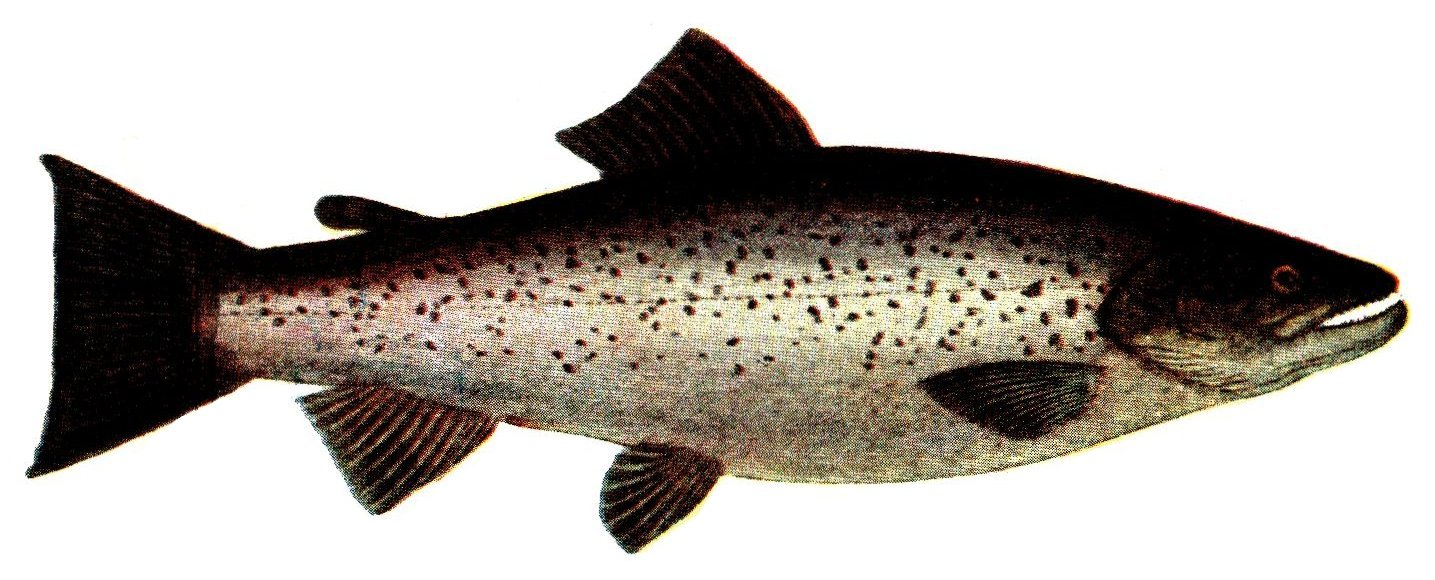
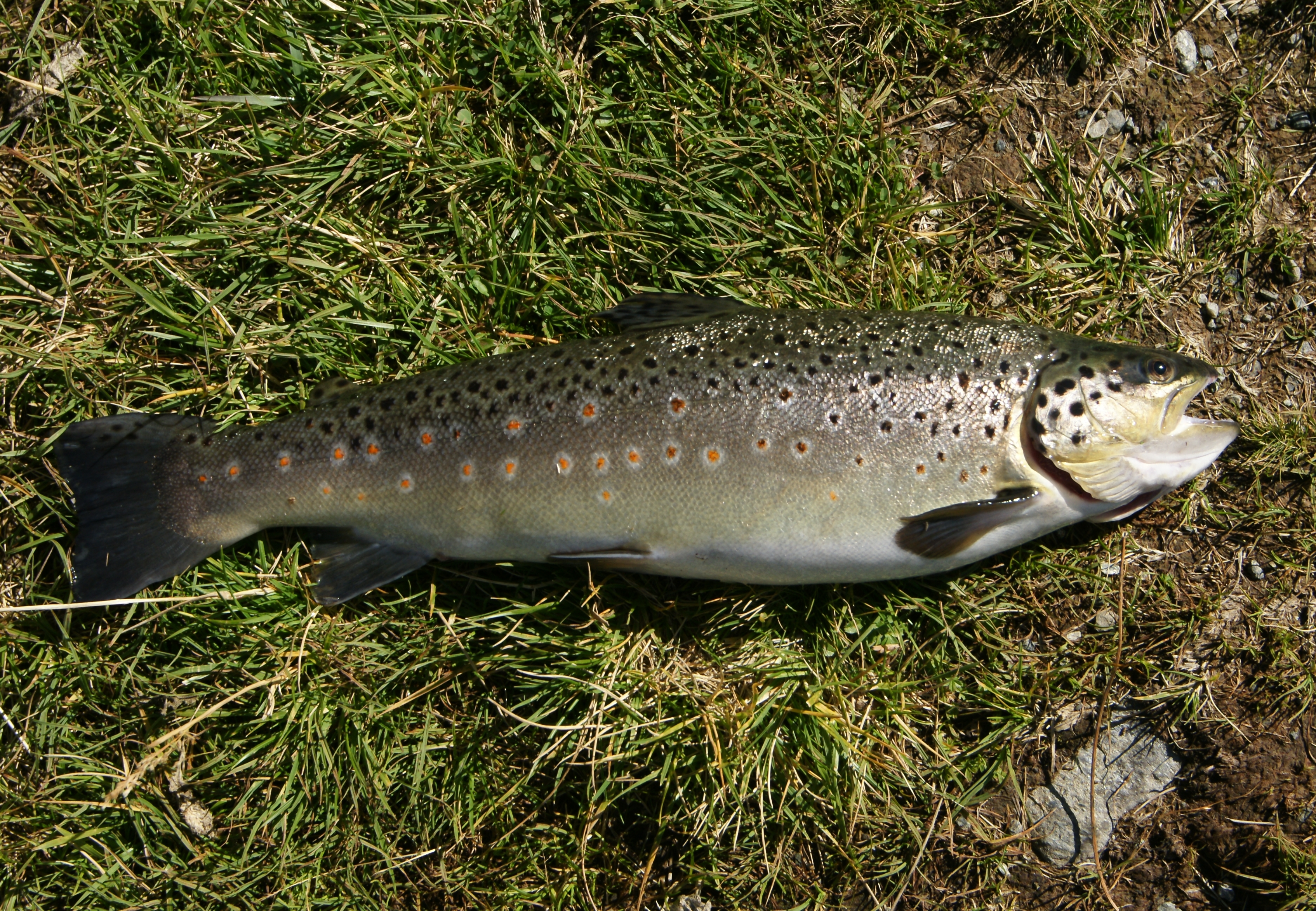
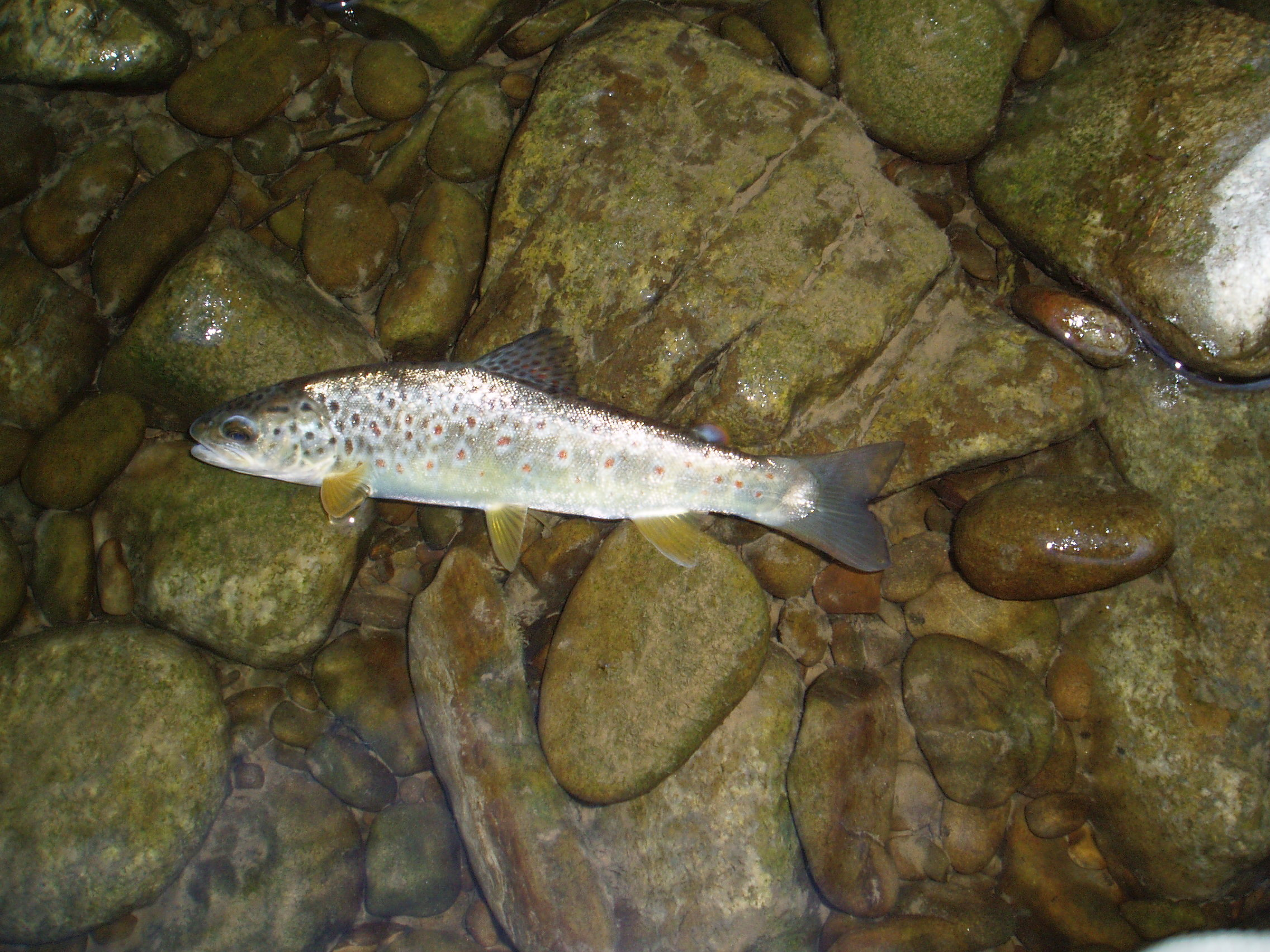
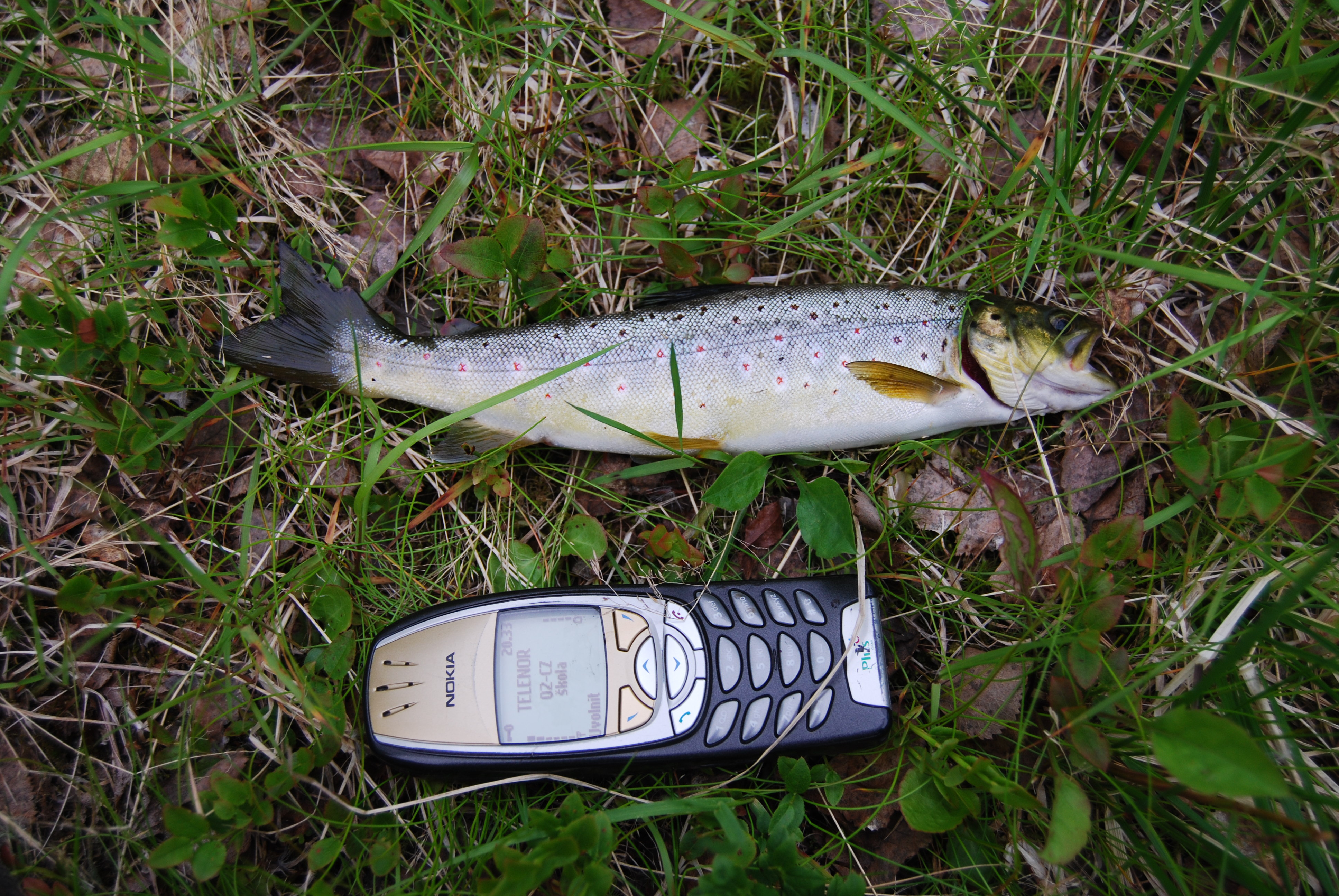
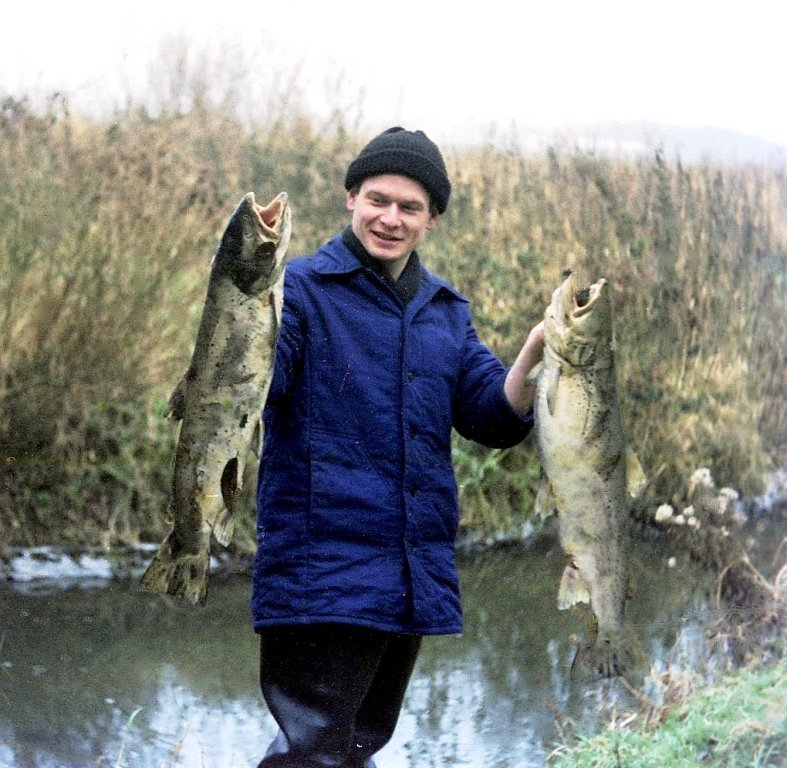
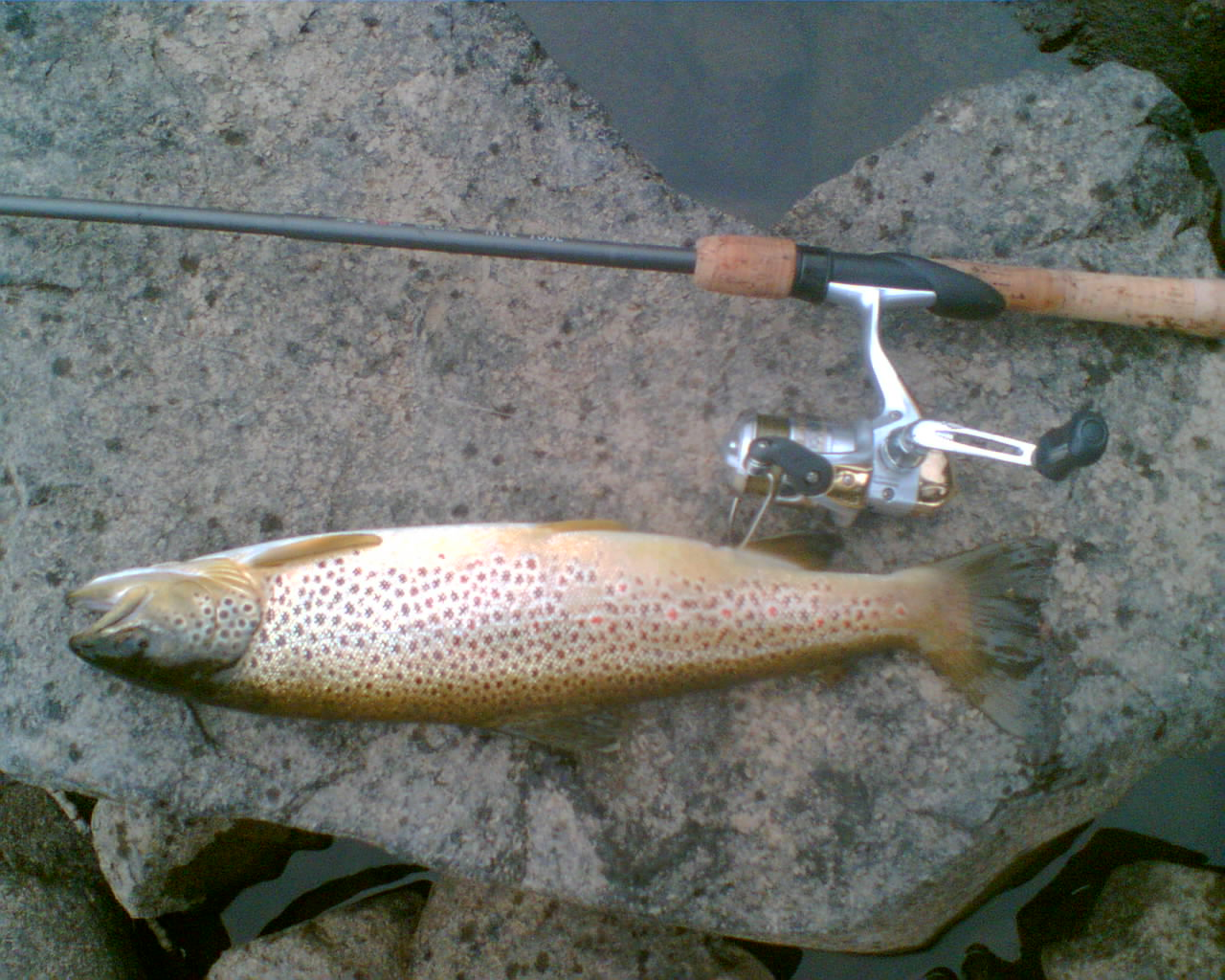
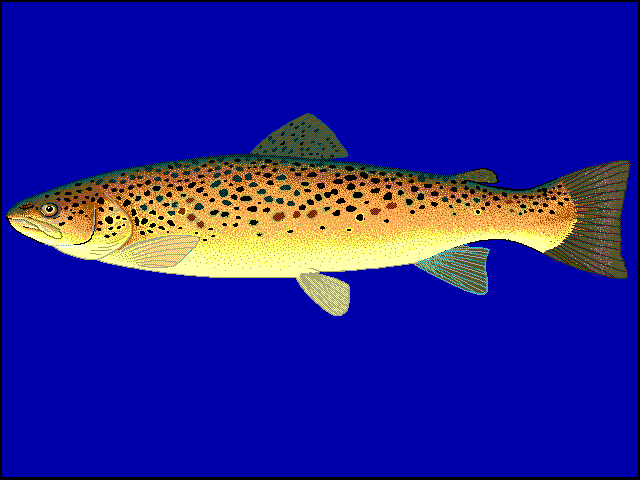
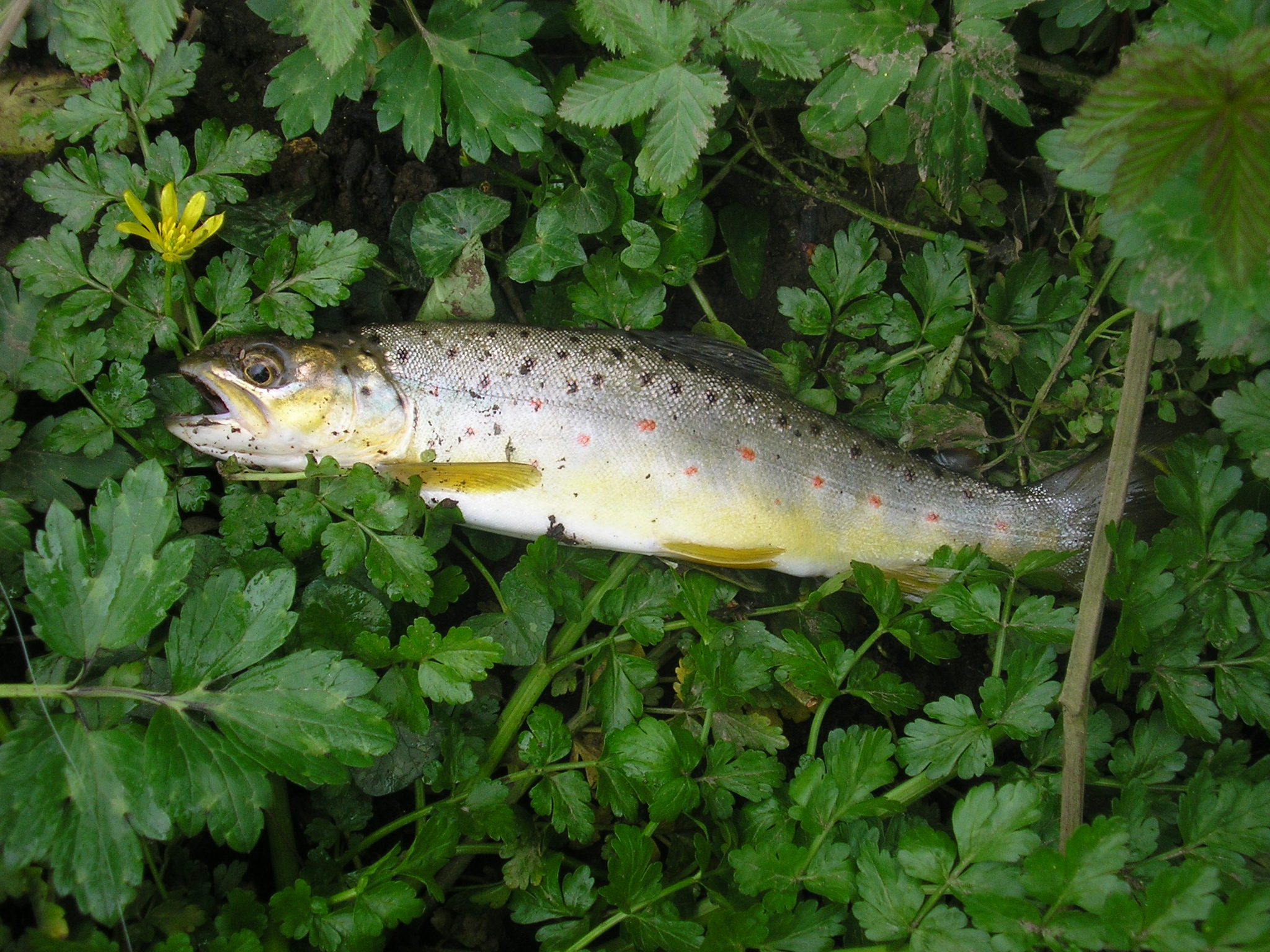
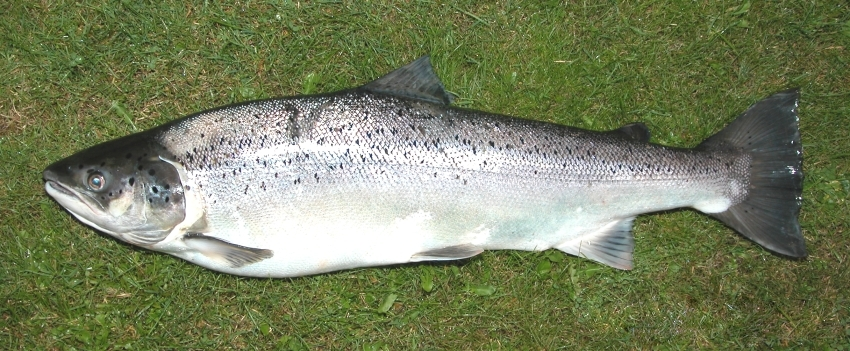
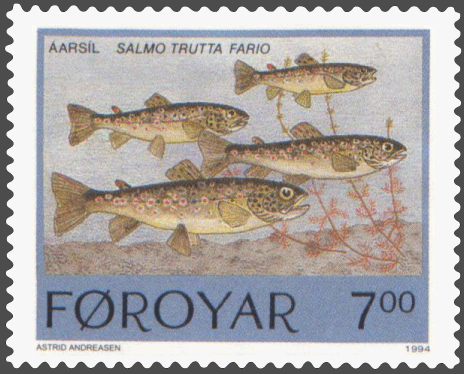